# Anglo-saxoni

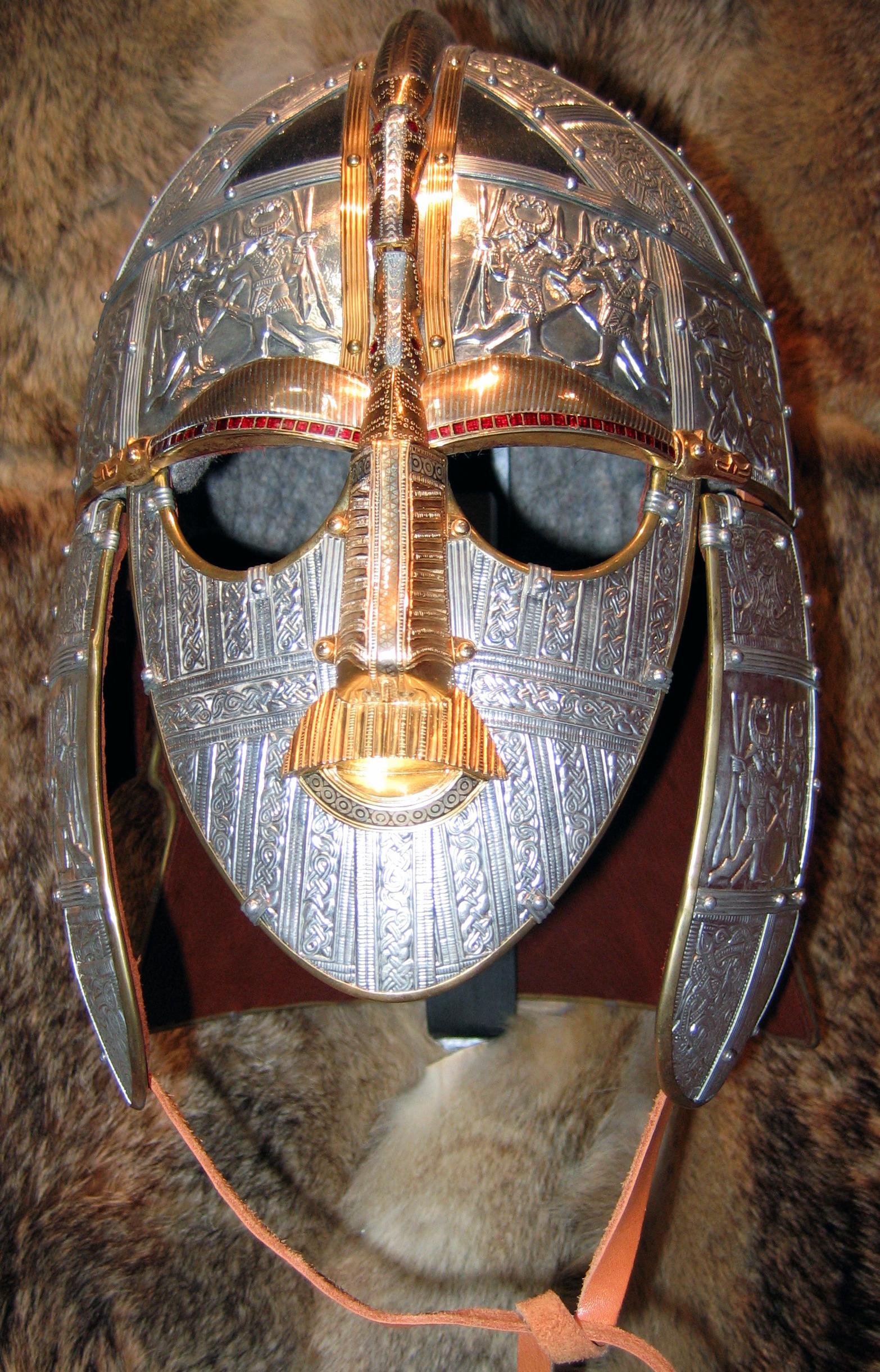
Replică a unui coif ceremonial descoperit la Sutton Hoo

Anglo-saxoni este un termen folosit pentru a descrie triburile germanice ce s-au așezat în Marea Britanie prin secolul al V-lea d.C.; aici, cultura lor a fost influențată de populația autohtonă celtă și britano-romană. Dominația lor a durat până la invazia normandă din 1066, care a fost planificată și executată sub conducerea ducelui William al II-lea al Normandiei (ulterior, și William I, rege anglo-saxon). Ei sunt creditați pentru crearea poporului englez.
Călugărul Beda Venerabilul i-a identificat pe anglo-saxoni (viitorii englezi) ca descendenți ai următoarelor trei triburi germanice:
- Anglii, nume ce se pare că provine din nemțescul "Angeln". Au venit dinspre landul german de azi Schleswig-Holstein. Numele de „Anglia” provine de la aceștia;
- Saxonii, care au fost împinși de franci, au contribuit la formarea popoarelor engleze și scandinave. Au venit dinspre Saxonia Veche;
- Iuții, ce veneau din nordul peninsulei Iutlanda.

## Etimologie

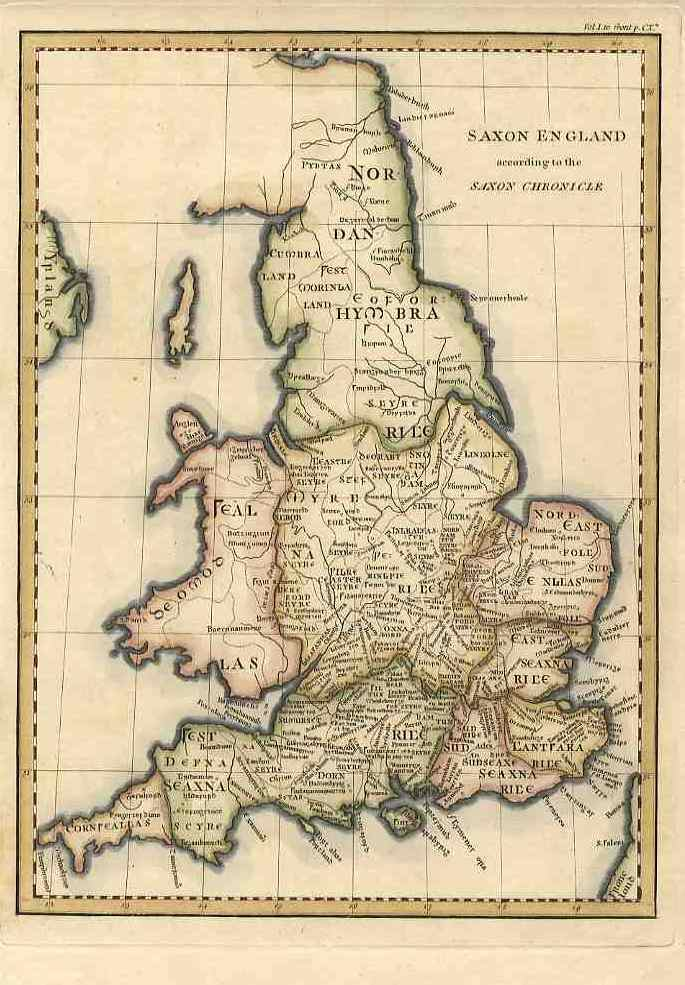
Teritoriile ocupate de anglo-saxoni, conform Cronicii Saxone (harta a fost publicată în 1805)

Termenul „anglo-saxon” a fost creat de scriitori în latină, din epoca lui Alfred cel Mare (secolul al IX-lea), ce îl utiliza în titlul său oficial: rex Anglorum Saxonum sau rex Angul-Saxonum. În Europa, termenul angli saxones a fost folosit pentru prima oară de către Paul Diaconul, istoricul lombarzilor, pentru a distinge saxonii din Marea Britanie de cei din Europa continentală.
Celții romanizați din Marea Britanie, care scriau atât în limba galeză, cât și în latină, îi numeau pe invadatorii lor saxones sau saeson, cel din urmă fiind folosit și astăzi în limba galeză, pentru a se referi la englezi, iar în scoțiană saesonach.